# Bem comum
Em filosofia, economia e ciência política, o bem comum (também comunidade, bem-estar geral ou benefício público) é o que é compartilhado e benéfico para todos ou a maioria dos membros de uma determinada comunidade ou, alternativamente, o que é alcançado pela cidadania, pela ação e participação ativa do coletivo no domínio da política e do serviço público. O conceito de bem comum difere significativamente entre as doutrinas filosóficas. As primeiras concepções do bem comum foram estabelecidas pelos filósofos da Grécia Antiga, incluindo Aristóteles e Platão. Uma compreensão do bem comum enraizada na filosofia de Aristóteles permanece de uso comum hoje, referindo-se ao que um estudioso contemporâneo chama de "bem próprio e alcançável apenas pela comunidade, mas individualmente compartilhado por seus membros."
O conceito de bem comum desenvolvido através do trabalho de teóricos políticos, filósofos morais e economistas públicos, incluindo Tomás de Aquino, Nicolau Maquiavel, John Locke, Jean-Jacques Rousseau, James Madison, Adam Smith, Karl Marx, John Stuart Mill, John Maynard Keynes, John Rawls e muitos outros pensadores. Na teoria econômica contemporânea, um bem comum é qualquer bem que seja rival, mas não excludente, enquanto o bem comum, pelo contrário, surge no subcampo da economia do bem-estar e refere-se ao resultado de uma função de bem-estar social. Tal função de bem-estar social, por sua vez, estaria enraizada numa teoria moral do bem (como o utilitarismo). A teoria da escolha social visa compreender os processos pelos quais o bem comum pode ou não ser realizado nas sociedades através do estudo das regras de decisão coletiva. A teoria da escolha pública aplica a metodologia microeconômica ao estudo da ciência política, a fim de explicar como os interesses privados afetam as atividades e os resultados políticos.

## Na história do pensamento moral e político

### Visão histórica
Sob um nome ou outro, o bem comum tem sido um tema recorrente ao longo da história da filosofia política. Como observa um estudioso contemporâneo, Aristóteles usou a ideia de "interesse comum" (to koinei sympheron, em grego) como base para sua distinção entre constituições "certas", que são do interesse comum, e constituições "erradas", que são do interesse dos governantes; Tomás de Aquino considerava "o bem comum" (bonum commune, em latim) o objetivo da lei e do governo; John Locke declarou que “a paz, a segurança e o bem público do povo” são os objetivos da sociedade política, e argumentou ainda que “o bem-estar do povo será a lei suprema"; David Hume argumentou que as “convenções sociais” são adotadas e recebem apoio moral em virtude do fato de servirem ao interesse “público” ou “comum"; James Madison escreveu sobre o bem "público", "comum" ou "geral" como estando intimamente ligado à justiça e declarou que a justiça é o fim do governo e da sociedade civil; e Jean-Jacques Rousseau entendia "o bem comum" (le bien commun, em francês) como o objeto da vontade geral de uma sociedade e o fim mais elevado perseguido pelo governo.
Embora estes pensadores divergissem significativamente nas suas opiniões sobre em que consiste o bem comum, bem como sobre o que o Estado deveria fazer para promovê-lo, concordaram, no entanto, que o bem comum é o fim do governo, que é um bem de todos os bens. cidadãos, e que nenhum governo deve se tornar o "servo pervertido de interesses especiais", quer esses interesses especiais sejam entendidos como o "interesse dos governantes" de Aristóteles, o "bem privado" de Locke, as "facções interessadas" de Hume e Madison, ou As "testamentos particulares" de Rousseau".